# New Mills
New Mills è un paese di 9 625 abitanti della contea del Derbyshire, in Inghilterra.